# Katholieke Verkenners
De Katholieke Verkenners (KV) was een rooms-katholieke scoutingorganisatie voor jongens in Nederland die tussen 1930 en 1973 bestond. Van 1946 tot 1961 heette de organisatie Verkenners van de Katholieke Jeugdbeweging (VKJB).
De Katholieke Verkenners werd in 1930 opgericht met instemming van de Nederlandse rooms-katholieke kerkleiding. De vereniging sloot zich aan bij het NPV. In 1931 waren er zo'n 2.000 leden, bestaande uit 225 leiders, 79 groepsaalmoezeniers, 329 welpen, 1229 verkenners en 66 voortrekkers. Dit zou tot de Tweede Wereldoorlog oplopen naar ruim 8.000. In 1937 besloot de Nederlandse rooms-katholieke kerkleiding dat de katholieke jeugd niet onder leiding kon staan van een vereniging waarvan het bestuur niet geheel uit katholieken bestond. Hierdoor splitsten de rooms-katholieke verkenners zich af van de NPV. Een jaar later zouden de NPV als de KV gaan samenwerken in de Nationale Padvindersraad (NPR). Via de NPR was er aansluiting bij de wereldorganisatie (World Organisation of the Scout Movement).

## Na de Tweede Wereldoorlog

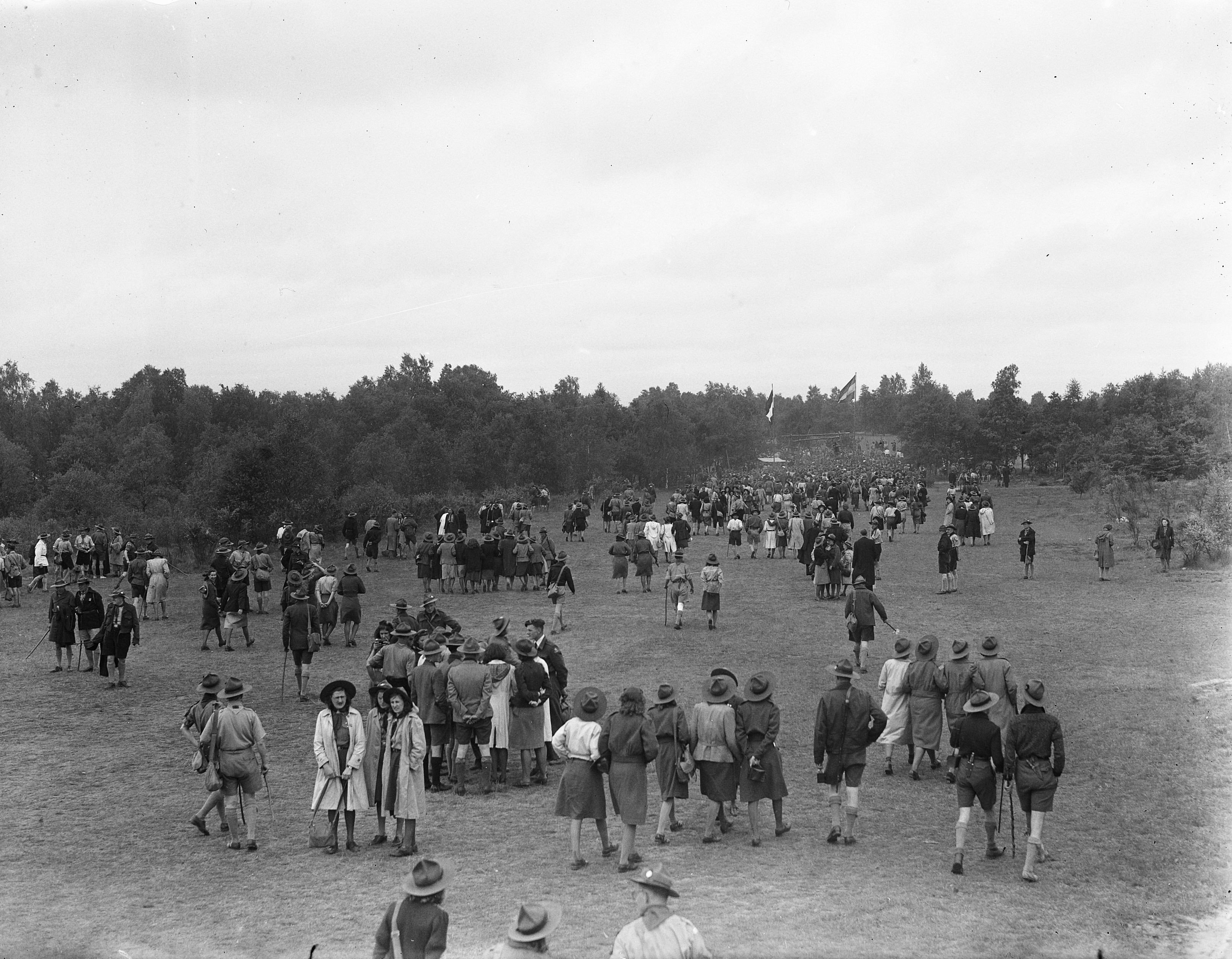
Verkenners in Lunteren (1948)

In april 1941 werd Scouting verboden en moesten uniformen en materialen worden ingeleverd. Na 1945 werd het katholieke jeugdwerk anders georganiseerd en kwam er een overkoepelende organisatie De Katholieke Jeugdbeweging. De verkenners vormden daarin de onderafdeling Verkenners van de Katholieke Jeugd Beweging (VKJB). De rooms-katholieke kerkleiding wenste echter één Katholieke Jeugd Beweging (KJB) en volledige opheffing van de Katholieke Verkenners. Om de Katholieke Verkenners toch binnen scouting te houden, werd de NPR opnieuw geïnstalleerd met daarin de NPV en de VKJB.
In 1947 waren er 78.000 leden, 30.000 welpen, 35.000 verkenners, 4.000 voortrekkers, 9.000 leiders en 1.500 aalmoezeniers in 1.700 groepen.
Vanaf 1949 was Scoutingkampeerterrein St. Walrick het hoofdkampeerterrein van de Katholieke Verkenners. Daar werden ook de Gilwelltrainingen gehouden. In 1958 werden de Rowans opgericht, de voorloper van de tegenwoordige Explorers. Het ledenblad dat maandelijks verscheen droeg de titel Alle Hens. 
In 1961 werden de Katholieke Verkenners weer een zelfstandige organisatie en namen de plaats in van de VKJB in de Nationale Padvindersraad. In 1970 was het ledenaantal teruggelopen naar 35.000.
Op 6 januari 1973 zou de Katholieke Verkenners met de De Nederlandse Padvinders, het Nederlandse Padvindstersgilde en de (ook rooms-katholieke) Nederlandse Gidsen fuseren tot Scouting Nederland.